# HD103192
HD103192 — подвійна зоря. 
Ця подвійна система має видиму зоряну величину в смузі V приблизно 4,7.
Вона розташована на відстані близько 365,2 світлових років від Сонця.

## Подвійна зоря
Головна зоря цієї системи належить до хімічно пекулярних зір й має спектральний клас B9.
В той же час спектральний клас іншої компоненти залишається ще не визначеним.

## Фізичні характеристики
Телескоп Гіппаркос зареєстрував фотометричну змінність даної зорі з періодом 2,36 доби в межах від Hmin= 4,27 до Hmax= 4,23.

## Магнітне поле
Спектр даної зорі вказує на наявність магнітного поля у її зоряній атмосфері.
Напруженість повздовжної компоненти поля оціненої з аналізу
крил ліній Бальмера
становить 204,2± 104,1 Гаус.